# 푸른기술
푸른기술(Puloon Technology Inc.)는 대한민국의 업무자동화 장치 개발 기업이다. 본사는 서울시 서초구 효령로 60길 23-10에 위치해 있으며 대표이사는 함현철이다.

## 상장
2007년 9월 14일에 공모가 12,500원에 상장하였다.

## 참고문헌
1. ↑  푸른기술, 치과 임플란트 수술보조 로봇 시스템 개발, 로봇신문, 2023.10.11
2. ↑  푸른기술, 현대차그룹 현대위아와 개발한 자동차 생산 로봇 매출 지속 발생, 이투데이, 2023-09-06